# Polska Socjalistyczna Partia Pracy
De Poolse Socialistische Partij van de Arbeid (Pools: Polska Socjalistyczna Partia Pracy, PSPP) was een linkse oppositiegroepering, die in Polen in de jaren 1981-1984 heeft bestaan. De partij stond onder meer voor afschaffing van het machtsmonopolie van de Poolse Verenigde Arbeiderspartij (PZPR), terugtrekking van Sovjet-troepen uit Polen, vrijheid van meningsuiting, vrijheid van vergadering en afschaffing van de censuur. Hoewel de PSPP toelating tot de Vierde Internationale had gevraagd en ook in de officiële propaganda van trotskisme werd beticht, werd de partij door de trotskisten zelf niet als zodanig erkend.
De partij werd in Frankrijk opgericht in maart 1980 door Edmund Bakuła, die in april 1981 met een vals paspoort naar Polen reisde om aldaar zijn partij verder te organiseren. De PSPP genoot vooral steun onder de arbeiders van de scheepswerf in Szczecin, maar was vanaf het begin door de geheime dienst geïnfiltreerd. Nadat in december 1981 de staat van beleg was uitgeroepen, werden Bakuła en andere PSPP-activisten geïnterneerd en tot jarenlange gevangenisstraffen veroordeeld. In 1984 hield de partij op te bestaan en in 1985 keerden Bakuła en zijn vrouw terug naar Frankrijk.